# Братишівська сільська рада
| Братишівська сільська рада — колишній орган місцевого самоврядування у Тлумацькому районі Івано-Франківської області з адміністративним центром у с. Братишів. Сільській раді були підпорядковані населені пункти: - с. Братишів - с. Загір'я |

## Склад ради
Рада складалася з 15 депутатів та голови.

### Керівний склад ради
| ПІБ                     | Основні відомості                                                 | Дата обрання | Дата звільнення |
| ----------------------- | ----------------------------------------------------------------- | ------------ | --------------- |
| Шкварок Марія Василівна | Сільський голова, 1951 року народження, освіта, позапартійна      | 26.03.2006   | 31.10.2010      |
| Шкварок Марія Василівна | Сільський голова, 1951 року народження, освіта вища, позапартійна | 31.10.2010   |                 |

Примітка: таблиця складена за даними джерела